# Godło Malediwów
Godło Malediwów przedstawia złoty półksiężyc i gwiazdę – symbole islamu – religii państwowej, na tle pnia palmy kokosowej. Liście palmy znajdują się nad tymi symbolami. Pod półksiężycem znajduje się napis w języku malediwskim, zapisany pismem arabskim: الدولة المحلديبية (Ad–Dawlat Al–Mahaldheebiyya), co można tłumaczyć jako: Państwo Tysiąca Wysp lub jako Państwo Malediwy
Z boków palmy odchodzą dwa maszty, na których znajdują się flagi Malediwów.
Godło przyjęte zostało w latach 40. XX wieku, modyfikowane w 1990 roku.